# Trachelyopterus teaguei
Trachelyopterus teaguei är en fiskart som först beskrevs av Devincenzi 1942.  Trachelyopterus teaguei ingår i släktet Trachelyopterus och familjen Auchenipteridae. Inga underarter finns listade i Catalogue of Life.